# Szentlőrinc
Szentlőrinc [sentlérinc] (německy St. Laurenz, chorvatsky Selurinac) je město v Maďarsku v župě Baranya. Nachází se asi 11 km západně od Pécsu a je správním střediskem stejnojmenného okresu. Město se rozkládá na ploše 27,81 km² a žije zde 6 233 obyvatel. Podle údajů z roku 2011 zde byli 87,4 % Maďaři, 3,9 % Němci, 3,3 % Romové, 1,1 % Chorvati a 0,2 % Rumuni.
Nejbližšími městy jsou Pécs a Szigetvár. Poblíže jsou též obce Bicsérd, Boda, Cserdi, Csonkamindszent, Kacsóta, Királyegyháza, Kővágószőllős a Szabadszentkirály.